# Davide di Menevia
Davide di Menevia, o del Galles, conosciuto in gallese come Dewi Sant (512 circa – St David's, 590 circa), è stato un monaco cristiano e vescovo gallese, venerato come santo sia dalla Chiesa anglicana che dalla Chiesa cattolica.
È il patrono del Galles. La sua data di nascita non è certa, ma si ritiene che sia nato attorno al 512.
Rhygyfarch, agiografo del tardo XI secolo e autore di una vita di Davide, scriveva che questi era il figlio del sanctus rex ceredigionis, dove santo è stato interpretato come un nome proprio e identificato con Sandde, re di Ceredigion. Però questa frase latina può anche significare semplicemente: "un re santo di Ceredigion'". Al tempo in cui si presume Davide sia nato, il sovrano di Ceredigion dovrebbe essere stato Usai. Sandde, invece, sembra fosse il fratello, e quindi era probabilmente sovrano solo di una parte di Ceredigion. I due erano figli di Ceredig, fondatore di Ceredigion.

## Biografia
Davide sarebbe stato il frutto di una violenza subita da Non (o forse solo nun che in inglese significa suora), sorella di santa Wenna e figlia di Cynyr, signore di Caer Goch (nel Pembrokeshire), che secondo l'agiografo lo partorì su una scogliera, nel mezzo di una violenta tempesta.
Divenne noto come insegnante e predicatore, fondò monasteri in Gran Bretagna e Bretagna, in un periodo in cui il paganesimo era ancora molto diffuso, specialmente nelle regioni vicine che trecento anni più tardi si unirono a formare l'Inghilterra. Fu nominato vescovo e presiedette in due sinodi; andò in pellegrinaggio a Gerusalemme e a Roma.
La cattedrale di San Davide si trova sul territorio del monastero da lui fondato in una remota area del Pembrokeshire. La regola monastica di Davide prevedeva che i monaci dovessero loro stessi tirare l'aratro senza l'ausilio di alcun animale; dovessero bere solo acqua, mangiare soltanto pane con sale ed erbe e trascorrere le serate nella preghiera, nella lettura e nella scrittura. Non potessero inoltre avere alcuna proprietà. Il suo simbolo (che è anche il simbolo del Galles) è il porro.

Bandiera di San Davide

La tradizione agiografica attribuisce a Davide vari miracoli tra i quali il più noto sarebbe avvenuto quando egli stava predicando nel mezzo di una grande folla. Quando coloro che si trovavano molto lontani da lui si lamentarono, dicendo che non potevano vederlo e neppure sentirlo, la terra su cui lui si trovava si sarebbe sollevata, formando una piccola collina, in modo che tutti potessero vederlo bene. Sempre secondo le stesse fonti il presunto miracolo sarebbe avvenuto nell'odierno villaggio di Llanddewi Brefi. Un'altra versione parla invece molto più semplicemente di un movimento della folla verso la collina. È significativo il fatto che, stando al racconto, Davide abbia denunciato il Pelagianesimo prima che la terra crescesse sotto di lui.
Il documento che raccoglie la maggior parte dei racconti tradizionali su san Davide è Buchedd Dewi, agiografia scritta sul finire dell'XI secolo da Rhygyfarch. Uno degli obiettivi di questo autore era che il suo documento potesse stabilire una certa indipendenza per la chiesa gallese, che stava rischiando di perdere la propria indipendenza dopo l'invasione normanna dell'Inghilterra (1066).
Secondo Guglielmo di Malmesbury, Davide visitò Glastonbury con l'intenzione di consacrare l'abbazia e di donare un altare mobile, che comprendeva un grande zaffiro. Avrebbe però avuto una visione in cui Gesù gli diceva che la chiesa era stata dedicata molto tempo prima da lui stesso a sua madre e che non era decoroso che venisse ri-consacrata da mani umane. Allora Davide avrebbe preferito commissionare un'estensione dell'abbazia, ad est della vecchia chiesa (le dimensioni di questa estensione sono state verificate archeologicamente nel 1921). Un manoscritto indica che uno zaffiro era tra gli oggetti che Enrico VIII d'Inghilterra confiscò all'abbazia. Ci sono indicazioni inverificabili che lo zaffiro si troverebbe ora fra i gioielli della corona.
Dewi sarebbe vissuto più di 100 anni e sarebbe morto un martedì, il 1º marzo o del 589 o, più probabilmente, del 590. Secondo la tradizione, il monastero si sarebbe riempito di angeli, mentre Cristo avrebbe accolto la sua anima. Sempre secondo Rhigyfarch, la domenica precedente la morte, nel corso di un sermone avrebbe pronunciato le seguenti parole: «siate allegri e mantenete la vostra fede e la vostra dottrina religiosa. Fate le piccole cose che avete visto fare e sentito dire da me. Camminerò il percorso che i nostri padri hanno percorso prima di noi». E la frase "fate le piccole cose" (Gwnewch y pethau bychain) è oggi molto famosa nel Galles.
Sarebbe stato sepolto in quella che poi sarà chiamata Cattedrale di San Davide e la sua presunta tomba è stata meta di pellegrinaggi lungo tutto il Medioevo. A san Davide inoltre è anche dedicata la Cattedrale cattolica metropolitana di Cardiff.
La sua canonizzazione avvenne da parte di papa Callisto II nel 1120 ed è festeggiato il 1º marzo.